# Stanisława Krauz
Stanisława Katarzyna Krauz (ur. 12 lutego 1947 w Chodaczowie) – polska polityk i urzędniczka, posłanka na Sejm X kadencji (1989–1991).

## Życiorys
Ukończyła w 1965 liceum ogólnokształcące w Leżajsku, a następnie w 1987 studium katechetyczne w Wodzisławiu Śląskim. Od 1965 do 1972 pracowała w gromadzkiej radzie narodowej, następnie do 1987 w urzędzie miejskim w Jastrzębiu-Zdroju.
W 1980 wstąpiła do Niezależnego Samorządnego Związku Zawodowego „Solidarność”. W stanie wojennym współpracowała z prasą niezależną. W 1987 po rewizji w jej mieszkaniu została zatrzymana, następnie skazana przez kolegium ds. wykroczeń na karę grzywny, następnie zwolniona z pracy. Przez rok była katechetką, następnie pracowała w zarządzie Regionu Śląsko-Dąbrowskiego związku.
W 1989 została posłanką na Sejm X kadencji z okręgu wodzisławskiego z ramienia Komitetu Obywatelskiego. W Sejmie należała do Obywatelskiego Klubu Parlamentarnego, a w jego ramach do Koła Chrześcijańskich Demokratów. Działała następnie w Partii Chrześcijańskich Demokratów, w 1991 z jej listy bez powodzenia ubiegała się o reelekcję. W 1992 wróciła do pracy w urzędzie miejskim, była m.in. rzeczniczką prasową, w 2002 przeszła na emeryturę. W 2010 bez powodzenia kandydowała z ramienia Prawa i Sprawiedliwości do rady miasta Jastrzębie-Zdrój.

## Odznaczenia
- Krzyż Wolności i Solidarności (2017)[2]
- Złoty Krzyż Zasługi (2023)[3]
- Brązowy Krzyż Zasługi (1978)[4]